# Чоно (народ)

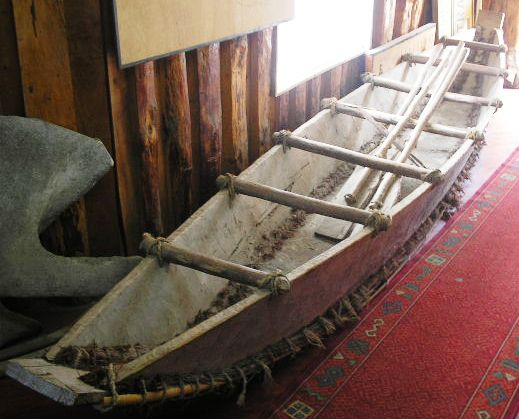
Реконструкция «дальки» — типичной лодки чоно

Чоно, исп. chonos — исчезнувший индейский народ, проживавший на побережье Чили, на архипелаге Чилоэ, архипелаге Чонос, островах Гуайтекас и полуострове Тайтао. По образу жизни были кочевыми охотниками-собирателями. Мужчины охотились на тюленей и занимались рыболовством, а женщины собирали в море водоросли и моллюсков. Кроме того, разводили собак, а их шерсть использовали для изготовления грубой ткани. Численность до начала испанской колонизации не превышала 1,5—2 тыс. человек.

## Культура
Так же, как и народ кунко, у чоно были небольшие суда, которые они называли «далька» (es:dalca). Использовали якоря из дерева и камней. Плавали по местным проливам, могли достигать залива Пенас.
На суше проживали в небольших строениях из брёвен, покрытых шкурами, либо в пещерах. Объединялись в небольшие племена, хотя основной единицей их общества была семья.
На наиболее архаичном этапе своего развития ещё не владели гончарным делом. Очевидно, в то время у них уже существовала система магических ритуалов, а покойников они обычно оставляли в пещерах. Их рацион состоял в основном из различных видов моллюсков, рыбы и мяса тюленей. Изготавливали деревянные копья, булавы, удочки и рыболовные сети из растительного волокна. Их одеждой, по-видимому, были набедренные повязки из водорослей, а тело покрывали накидками из шкур или кусками ткани из собачьей шерсти. также иногда использовали шапки, раскрашивали лицо красной, чёрной и белой краской.

## Язык
Язык чоно, о котором остались малочисленные обрывочные свидетельства, по мнению ряда исследователей, мог быть диалектом языка кавескар алакалуфской семьи. Другие исследователи считают данный язык изолированным. Язык чоно, возможно, сохранился в местных топонимах, которые невозможно объяснить из языков народов, проживающих там в настоящее время.

## История
К моменту прибытия испанцев у чоно была клановая структура общества. В поисках питания чоно преодолевали огромные расстояния. Иезуиты начали проповедовать среди них христианство и составили катехизис на их языке. Власти города Чилоэ назначили правителем чоно и переводчиком человека по имени Педро Делько, который стал представителем их народа перед испанской короной.
К концу XVIII в. народ чоно перестаёт упоминаться. По-видимому, он был ассимилирован испанскими поселенцами и более многочисленными индейцами уильиче и влился в состав современных жителей острова Чилоэ — чилотов, говорящих на чилотском диалекте испанского. Последние известные чоно проживали в иезуитской миссии на островах Гуар и Пулуки, на архипелаге Кальбуко, а затем были перемещены на Чилоэ, на остров Кайлин, который в ту пору был известен как «Граница распространения христианства» (El Confín de la Cristiandad).

## Современные исследования
В 2006 г. была организована экспедиция, которая отправилась на неисследованные земли полуострова Тайтао в поисках археологических памятников, а также, возможно, выживших представителей народа чоно, которые могли укрыться от контакта с европейцами. Никаких следов недавнего присутствия людей не было найдено, и учитывая весьма суровый, холодный и дождливый климат полуострова, исследователи пришли к выводу, что чоно не cмогли бы здесь выживать длительное время.